# Panegirico (Isocrate)
Il Panegirico è un'opera dell'oratore greco Isocrate, che risale al 380 a.C.

## Descrizione e contesto storico
Il panegirico è la prima grande importante orazione politica di Isocrate, pubblicata nel 380 a.C., un secolo dopo le guerre persiane e 25 anni dopo la fine della guerra del Peloponneso. Erano dunque lontani i due momenti epici della storia di Atene, quelli in cui la città aveva dato prove memorabili della propria grandezza, in un'eroica lotta dapprima contro il dispotismo orientale e poi contro quello spartano. Isocrate era consapevole di quanto l'Atene a lui contemporanea fosse differente da quella dei tempi d'oro, di Pericle, tuttavia egli non riesce a prescindere da quel glorioso passato da cui trae ispirazione e al quale in qualche modo aspira. Egli infatti vuole non tanto imporre un'egemonia ateniese, quanto ricreare quel momento di magico equilibrio avutosi durante le guerre persiane, quando la potenza politica e militare di Atene si era attuata in un rapporto di solidarietà e alleanza con Sparta, creando così le prerogative per una situazione di concordia panellenica.

## Curiosità
Lo storico antico Timeo paragonò, ironicamente, il tempo impiegato da Isocrate per scrivere e revisionare l'opera (circa dieci anni), al tempo che ci volle affinché Alessandro Magno conquistasse tutta l'Asia.